# Mariä Himmelfahrt (Hinterskirchen)

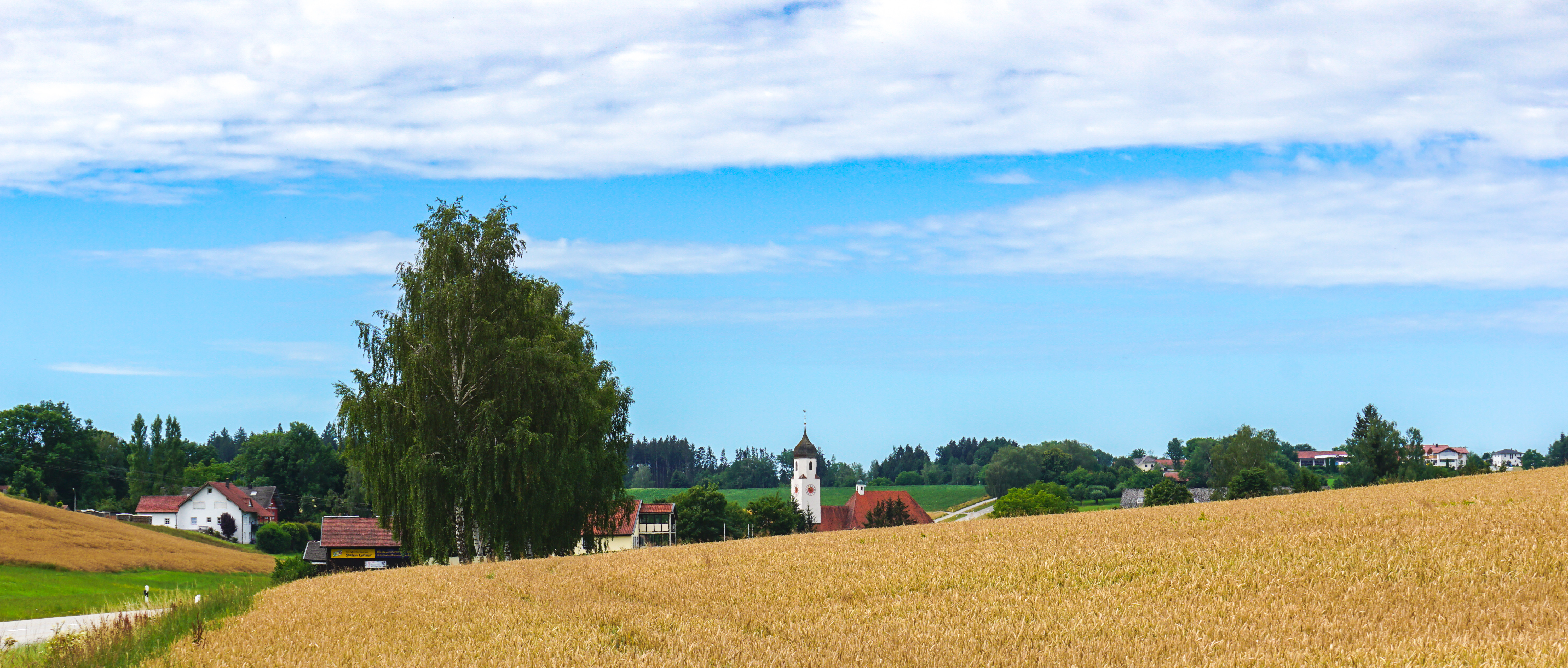
Blick auf Hinterskirchen mit der Kirche Mariä Himmelfahrt

Die römisch-katholische Kuratiekirche Mariä Himmelfahrt in Hinterskirchen, einem Gemeindeteil der Gemeinde Neufraunhofen im niederbayerischen Landkreis Landshut, ist eine Kern spätgotische Kirche, die im 15. Jahrhundert erbaut wurde. Nach Veränderungen in der Barockzeit wurde in den Jahren 1909 bis 1913 das Langhaus abgebrochen und nach den Plänen von Michael Kurz in neobarocken Formen mit Elementen des Heimatstils neu errichtet. Das Gotteshaus ist als Baudenkmal mit der Nummer D-2-74-154-8 beim Bayerischen Landesamt für Denkmalpflege eingetragen. Die Kuratie Hinterskirchen, ehemals Teil der Pfarrei St. Ulrich in Vilslern, gehört heute zum Pfarrverband Velden im Dekanat Geisenhausen des Erzbistums München und Freising.

## Geschichte
Während der Ort Hinterskirchen erstmals um das Jahr 1150 als Hindarheina urkundlich erwähnt wurde, ist über die Geschichte wenig bekannt. Aufgrund seiner stilistischen Merkmale wird der Chor der heutigen Kirche als spätgotisch eingeordnet und in das 15. Jahrhundert datiert werden. In der Barockzeit wurden der Chor dem Zeitgeschmack entsprechend umgestaltet und der heutige Turm angebaut. Die barocke Ausstattung ist in Teilen erhalten. In den Jahren 1909 bis 1913 kam es zur letzten größeren Umbaumaßnahme. Dabei wurde das vormalige Langhaus abgebrochen und nach den Plänen des Architekten Michael Kurz aus Göggingen bei Augsburg in neobarocken Formen mit Elementen des Heimatstils neu aufgebaut. Auch die Ausmalung der Raumschale stammt aus dieser Zeit.
Die Kuratie Hinterskirchen wurde erst 1949 von der Pfarrei Vilslern abgespalten und ist daher die jüngste Kirchengemeinde des Pfarrverbands Velden. Von 1983 bis 1988 fand eine aufwändige Gesamtrenovierung der Kuratiekirche statt.
Seit dem 18. Jahrhundert besteht in Hinterskirchen eine Skapulierbruderschaft. Bis heute wird alljährlich an einem Sonntag im Juli das Skapulierfest mit einem Gottesdienst mit Neuaufnahme von Mitgliedern, einer anschließenden eucharistischen Prozession und dem Pfarrfest gefeiert.

## Architektur

### Außenbau
Die nach Osten ausgerichtete Saalkirche umfasst einen im Kern spätgotischen Chor mit zwei Jochen und Schluss in drei Achteckseiten sowie ein neobarockes Langhaus mit fünf Fensterachsen. Östlich am Chor ist der barocke Turm, bestehend aus einem einfachen, quadratischen Unterbau, einem kurzen, Achteckaufsatz mit rundbogigen Schallöffnungen und einer Zwiebelkuppel, angebaut. Früher war im Untergeschoss des Turmes die Sakristei untergebracht. Im Zuge des Umbaus im frühen 20. Jahrhundert wurde diese südlich an Chor und Turm angebaut. Während der Chor gemeinsam mit der neuen Sakristei ein Satteldach besitzt, hat das Langhaus ein deutlich höheres Walmdach. An dessen östlichem Firstende befindet sich ein kleiner quadratischer Dachreiter mit rundbogigen Schallöffnungen und geschwungener Haube.

### Innenraum
Der Chor wird von einem barocken, tonnenartigen Gewölbe mit Stichkappen überspannt. Das Gewölbe wurde ursprünglich von rechteckigen, gefasten Wandpfeilern und entsprechenden Schildbögen getragen, die im Zuge des Barockumbaus zu Pilastern mit stark profilierten Kapitellen verändert wurden. Auch die Gewölberippen wurden dabei abgeschlagen. Der Raum im Untergeschoss des Turmes (die alte Sakristei) wird von einem barocken Gewölbe überspannt, das Langhaus von einem neobarocken Tonnengewölbe mit Stichkappen. Den Übergang zwischen Chor und Langhaus vermittelt ein runder, mit Pilastern besetzter Chorbogen.

## Ausstattung

### Hochaltar
Der Hochaltar wurde Mitte des 18. Jahrhunderts im Rokokostil ausgeführt. Der seitlich mit Rokokomuschelwerk verzierte Aufbau wird von zwei Rundsäulen getragen. Anstelle des Altarblatts befindet sich eine spätgotische Holzfigur der Mutter Gottes mit dem Kind aus der Zeit um 1500. Während Maria im linken Arm das nackte Jesuskind trägt, hält sie in der Rechten das Zepter, das sie als Himmelskönigin ausweist. Die von einem Strahlenkranz hinterfangene, rund ein Meter hohe Figur wird von den Seitenfiguren der Heiligen Simon Stock und Theresia flankiert. Letztere sind im Rokokostil ausgeführt und über den seitlichen Durchgängen angeordnet. Im Auszug befindet sich ein Gemälde von Gott Vater und der Heilig-Geist-Taube, das mit dem Jesuskind in der Hauptgruppe die Heilige Dreifaltigkeit bildet.

### Seitenaltäre
Die klassizistischen Seitenaltäre stammen aus dem ausgehenden 18. Jahrhundert. Sie sind beidseits des Chorbogens angeordnet und als Pendants ausgeführt. Die Aufbauten werden von je zwei Pilastern getragen. An beiden Seitenaltären befinden sich zwei Assistenzfiguren.

### Kanzel
Die Kanzel, bestehend aus einem runden Korpus und einem entsprechenden Schalldeckel, wurde um 1780 geschaffen und steht stilistisch am Übergang zwischen Rokoko und Klassizismus.

### Übrige Ausstattung
Bemerkenswert sind außerdem vier Tragestangen, die bei Prozessionen zum Tragen des Himmels eingesetzt werden. Diese wurden um 1760 im Rokokostil ausgeführt und sind mit Muschelwerk und Weinreben verziert. Auch die auf Leinwand gemalten Kreuzwegtafeln und die mit Muschelwerk verzierten Stuhlwangen stammen aus der zweiten Hälfte des 18. Jahrhunderts.

### Orgel
Die Orgel wurde 1911 von Ignaz Weise aus Plattling geschaffen und verfügt über einen Jugendstil-Prospekt. Es ist mit einem freistehenden Spieltisch ausgestattet. Seinen heutigen Zustand erlangte das Instrument nach einem Umbau durch Alois Wölfl aus Unterflossing 1951. Das Kegelladeninstrument mit pneumatischen Spiel- und Registertrakturen umfasst neun Register auf zwei Manualen und Pedal. Die Disposition lautet wie folgt:
| I Manual C–f3 |            |    |
| 1.            | Principal  | 8′ |
| 2.            | Gedackt    | 8′ |
| 3.            | Salicional | 8′ |
| 4.            | Mixtur     | 2′ |

| I Manual C–f3 |              |    |
| 5.            | Gamba        | 8′ |
| 6.            | Aeoline      | 8′ |
| 7.            | Traversflöte | 4′ |

| Pedal C–d1 |          |     |
| 8.         | Subbaß   | 16′ |
| 9.         | Octavbaß | 8′  |

- Koppeln: II/I, II/P, I/P, Sub II/I, Super II/I, Super I
- Spielhilfen: Piano, Mezzoforte, Forte, 1 freie Kombination, Crescendo, Pianopedal

### Glocken
Aus dem hölzernen Glockenstuhl im Turm läuten drei Glocken im Te-Deum-Motiv. Die beiden größeren Glocken wurden 1949 von der Firma Johann Friedrich Weule aus Bockenem in Niedersachsen aus Eisenhartguss gefertigt. Die kleinere Glocke, die den Zweiten Weltkrieg ohne Beschlagnahme zu Rüstungszwecken überdauerte, wurde 1923 von dem Landshuter Johann Hahn aus Bronze gegossen. Die Glocken im Einzelnen:
| Glocke | Gussjahr | Gießer                           | Durchmesser | Schlagton |
| ------ | -------- | -------------------------------- | ----------- | --------- |
| 1      | 1949     | Johann Friedrich Weule, Bockenem | 1220 mm     | g′        |
| 2      | 1949     | Johann Friedrich Weule, Bockenem | 1010 mm     | b′        |
| 3      | 1923     | Johann Hahn, Landshut            | 0700 mm     | c″        |